# Galerie Michael Janssen
Die Galerie Michael Janssen ist eine Galerie für zeitgenössische Kunst, die 1995 in Köln gegründet wurde. Von 2007 bis 2012 wurde die Galerie in Berlin an der Rudi-Dutschke-Straße (frühere Kochstraße) weitergeführt und ist 2013 in die Potsdamer Straße umgezogen.

## Geschichte
Im Jahr 1995 gründete Michael Janssen seine Galerie in Köln, wo er sie zwölf Jahre lang betrieb. Anfang 2007 kam eine Filiale in Berlin dazu, die seit Ende Juli 2008 als einzige Ausstellungsfläche genutzt wird, nachdem die Räume in Köln aufgegeben wurden. Die Eröffnungsausstellung in Berlin fand am 27. April 2007 statt und war eine Gruppenausstellung unter dem Titel „Blood Meridian“.
Von 2007 bis 2012 befanden sich die Galerieräume im 4. Obergeschoss eines ehemaligen Fabrikgebäudes in der Nähe des Checkpoint Charlie. 2013 zog Michael Janssen mit seiner Galerie in die Potsdamer Straße nach Berlin-Tiergarten. Die Räume beherbergen Einzel- und Gruppenausstellungen junger Positionen, aber auch Künstler wie Peter Zimmermann, Yoshitaka Amano, Thomas Grünfeld und Enoc Perez. Die Galerie vertritt vorwiegend deutsche und amerikanische Künstler und richtet regelmäßig Ausstellungen für sie aus, die durchschnittlich fünf Wochen dauern. Der Schwerpunkt liegt auf figurativer Malerei, Bildhauerei und Installationen. Im Laufe der Jahre hat sich Michael Janssen auch vermehrt für die Wiederentdeckung älterer Künstler eingesetzt wie Lynda Benglis, Pino Pascali, Lili Dujourie, Rose Wylie und Gianfranco Baruchello.
Ebenfalls seit Anfang 2013 hat die Galerie eine Zweigstelle in den Gillman Barracks in Singapur eröffnet. Dort werden neben südostasiatischen Künstlern auch bedeutende Künstler aus dem Westen, wie im September 2013 John Baldessari, gezeigt. Mit der Ausstellung "Baby Formula" des Chinesen Ai Weiwei zog die Galerie 2013 ein internationales Publikum an.
Die Galerie nahm an den Kunstmessen Art Cologne 2009, an der ARCO Madrid 2008–2010, der Art Forum Berlin 2009, Hong Kong Art Fair 2010–2013, Art Stage Singapore 2012–2013, Zona Maco Mexico 2010–2013 und der Armory Show, New York 2010 teil.

## Ausstellungen
2009
- Gerald Hemsworth – „Now Then“ / Tine Furler – „Vererbungslinie Vampyropoda“
- Aaron Spangler – „Paranoid Defenders“ / Shaan Syed – „Please Play by the Rules“ / Trine Lise Nesreaas – „Mac Donaldi, King of Soap Bubbles“
- „Borderline Pleasure“ – Gruppenausstellung, kuratiert von Lukas Baden und Sebastian Baden
- Tim Rode – „makeBELIEVE“ / Peter Zimmermann
- Gianfranco Baruchello – „La formule“

2010
- Joris Van de Moortel
- Julika Rudelius
- Christof Mascher
- Lynda Benglis
- Enoc Pérez
- Mario Ybarra
- Emil Holmer

2011
- Rose Wylie
- Sergej Vutuc
- Lili Dujourie
- Monique van Genderen
- Charif Benhelima

2012
- "Blended by Desire" - curated by Rifky Effendy (Singapore)
- "FLOW - Indonesian Contemporary Art" (curated by Rifky Effendy)
- Klaus Liebig
- "Unknown" (Paintings)
- "Paper does not blush"
- "...there is a crack in everything"

2013
- Meg Cranston & John Baldessari - Keep it Simple. Keep it Fresh. (Singapore)
- Assaf Gruber - "Every Corner of the Soul"
- Anna Navasardian - Kids (Singapore)
- Rose Wylie – „Works on Paper“
- Titarubi - "Burning Boundaries"
- Peter Zimmermann - "crystal & fruits" (Singapore)
- Anders Kjellesvik / Monique van Genderen / J. Ariadhitya Pramuhendra
- Ai Weiwei - "Baby Formula" (Singapore)
- Meg Cranston & John Baldessari - "Real Painting (for Aunt Cora)"
- Tzu-Nyen Ho - Pythagoras (Singapore)
- Aiko Tezuka - "Rewoven"

2014
- Stijn Ank - "diSTANCES"